# 展毛拟缺刻乌头
展毛拟缺刻乌头（学名：Aconitum sinonapelloides var. weisiense）为毛茛科乌头属下的一个变种。

## 扩展阅读
- 維基物種上的相關：展毛拟缺刻乌头